# Yves Vanderhaeghe
Yves Vanderhaeghe (Roeselare, 30 de janeiro de 1970) é um ex-futebolista belga que atuava como volante. Atualmente comanda o KV Kortijk.